# Гладченко, Станислав Александрович
Станисла́в Алекса́ндрович Гла́дченко (бел. Станіслаў Аляксандравіч Гладчанка; род. 14 сентября 1994 года, Минск) — белорусский фристайлист, выступающий в акробатике. Участник Олимпийских игр.

## Карьера
На международной арене в стартах под эгидой FIS дебютировал в 2006 году в Чусовой, где занял девятое место. Несколько сезонов подряд выступал в Кубке Европы.
В Кубке мира дебютировал 25 февраля 2012 года на домашнем этапе в Раубичах, где показал 11-й результат, в первом же старте набрав кубковые очки.
Три года подряд, с 2012 по 2014 защищал цвета сборной на юниорских чемпионатах мира в Вальмаленко, но успехов там не добивался (лучшее место — 9-е в 2013 году)
На чемпионате мира дебютировал в 2015 году в австрийском Крайшберге, где показал 16-й результат. Через два года в Сьерра-Неваде стал пятым и лучшим среди всех белорусских спортсменов.
Первый раз в карьере поднялся на подиум этапа Кубка мира в феврале 2017 года на этапе в Дир-Вэлли, где занял второе место, проиграв только китайцу Ци Гуанпу.
В 2018 году попал в состав олимпийской сборной Беларуси на Игры в Пхёнчхане. В квалификации соревнований акробатов Гладченко с первой попытки пробился в финальный раунд, показав результат 126,11 балла. Он стал единственным представителем белорусской сборной, который смог преодолеть квалификационный барьер и пройти в финальный раунд.